# Cœur Défense
Cœur Défense (hrvatski: Toranj Cœur Défense) uredski je neboder u La Défenseu, poslovnoj četvrti visokog rasta zapadno od Pariza, u Francuskoj. S 350.000 m² (3,77 milijuna četvornih metara), to je zgrada s najviše prostora u Europi, zajedno s Palača parlamenta u Bukureštu.

## Vanjske poveznice
- Cœur Défense